# 基滕
基滕是保加利亞的城鎮，位於該國東南部黑海沿岸，距離首府布爾加斯50公里，由布爾加斯州負責管轄，海拔高度1米，2005年人口1,018，居民主要信奉東正教。

## 外部連結
- Kiten town council